# Annette Kolb

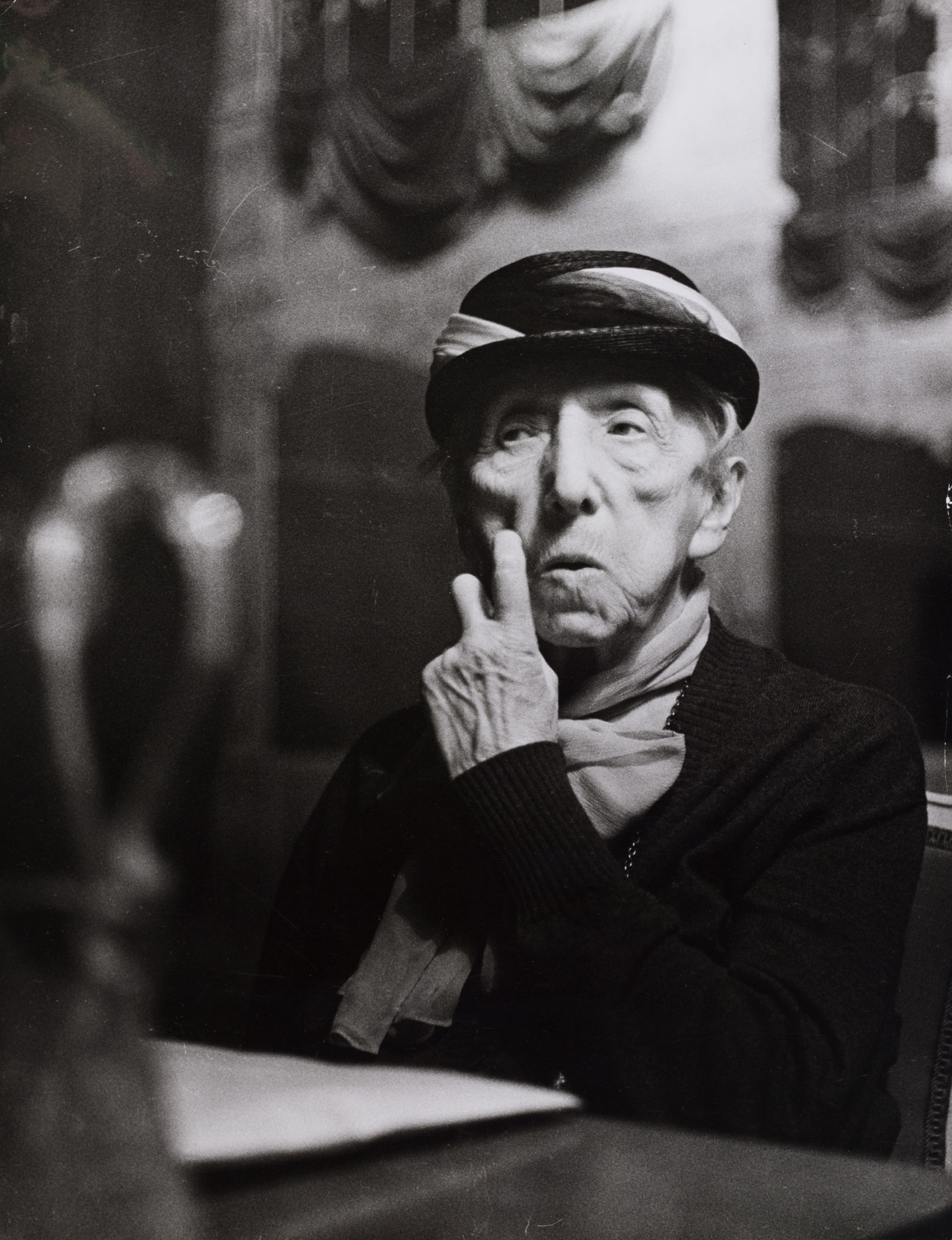
Annette Kolb 1959, foto de Barbara Niggl Radloff

Annette Kolb, de nacimiento Anna Mathilde Kolb, (Múnich, 3 de febrero de 1870-3 de diciembre de 1967) fue una escritora alemana. Hizo una firme campaña por la paz y prestó servicios al entendimiento franco-alemán.

## Trayectoria

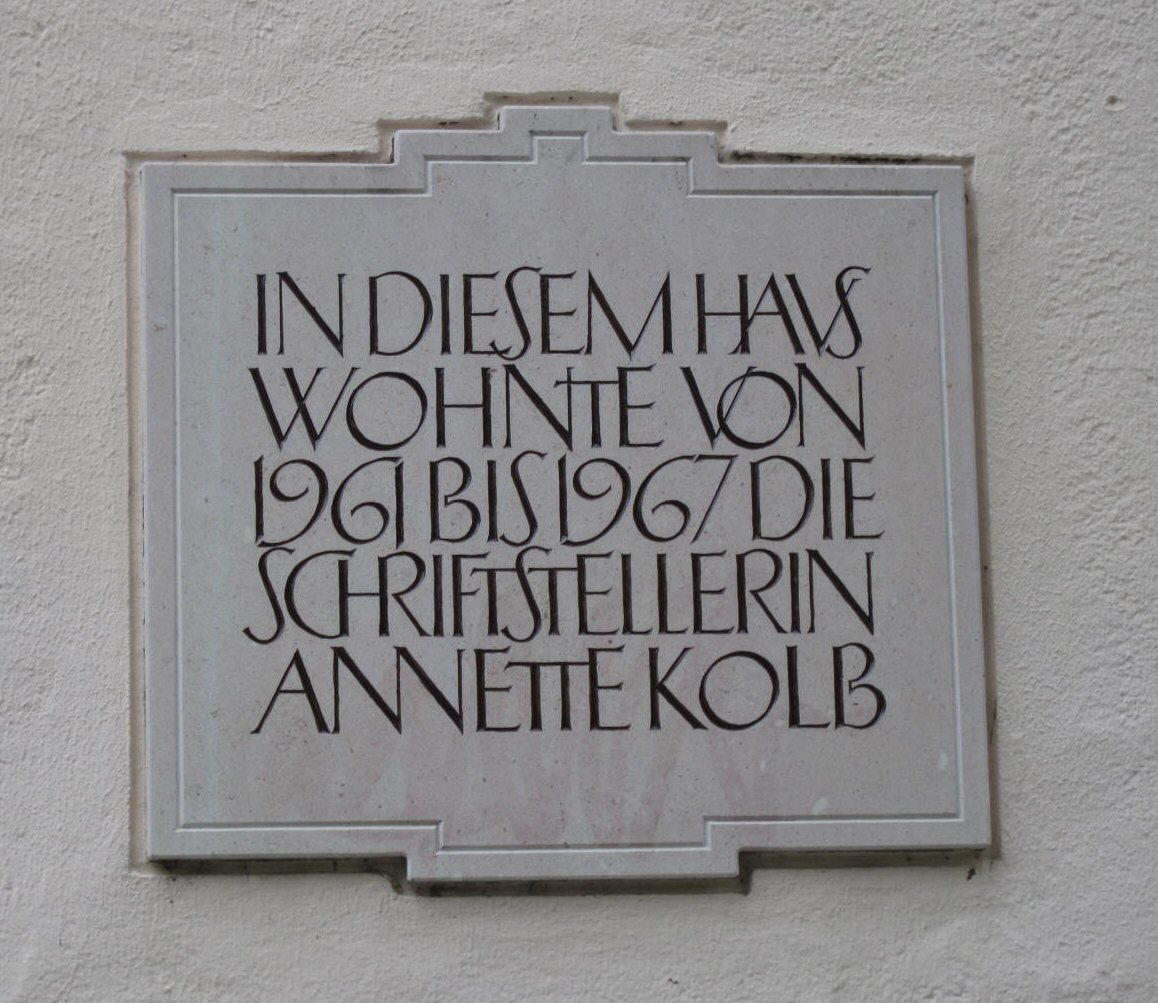
Múnich, Handelstr. 1: placa conmemorativa de Annette Kolb

Nacida como la tercera hija del arquitecto de jardines de Munich Max Kolb y la pianista parisina Sophie Danvin, las influencias germano-francesas dieron forma a su vida y obra. Su padre, Max Kolb, era un hijo ilegítimo de la familia Wittelsbach. Según varias fuentes, su padre fue el posterior rey Maximiliano II de Baviera o el duque Maximiliano José de Baviera. En el primer caso, el padre de Annette Kolb habría sido medio hermano de Luis II de Baviera, en el segundo caso, medio hermano de la emperatriz Isabel de Austria. Los abuelos maternos eran una conocida pareja de paisajistas franceses: Félix y Constance Amelie Danvin. Annette Kolb creció en Munich y pasó sus primeros años de escuela en la escuela monástica de Thurnfeld cerca de Hall in Tirol. Descubrió su pasión por la escritura y publicó su primer libro en 1899, que ella misma financió.
Durante la Primera Guerra Mundial tomó una posición firme a favor del pacifismo. Un vehemente llamado al uso de la razón y al entendimiento internacional europeo desencadenó una conferencia en Dresde el 11 de enero de 1915. En 1916, el Ministerio de Guerra de Baviera le impuso una prohibición de viajar y enviar cartas "debido a sus actividades pacifistas". A instancias de Walther Rathenau, Annette Kolb pudo exiliarse en Suiza.
En 1923 la escritora se instaló en Badenweiler, donde los arquitectos Paul Schmitthenner y Wilhelm Jost le habían construido una casa el año anterior. En la década de 1920 jugó un papel importante en la vida literaria alemana. Rainer Maria Rilke era un apasionado de sus novelas y era amigo de René Schickele, a quien conocía desde 1914, su vecino en Badenweiler, escritor alsaciano y partidario de una conciliación de intereses franco-alemana, hasta su muerte en 1940. En 1929, el escritor interpretó al primer ministro francés y premio Nobel de la Paz Aristide Briand en un libro.
Kolb asistió a las reuniones del Cercle de Colpach dirigidas por Aline Mayrisch en Luxemburgo en la década de 1920. Mayrisch quería fomentar los encuentros culturales entre los europeos occidentales y promover las relaciones franco-alemanas como el núcleo de la futura unificación europea pacífica.

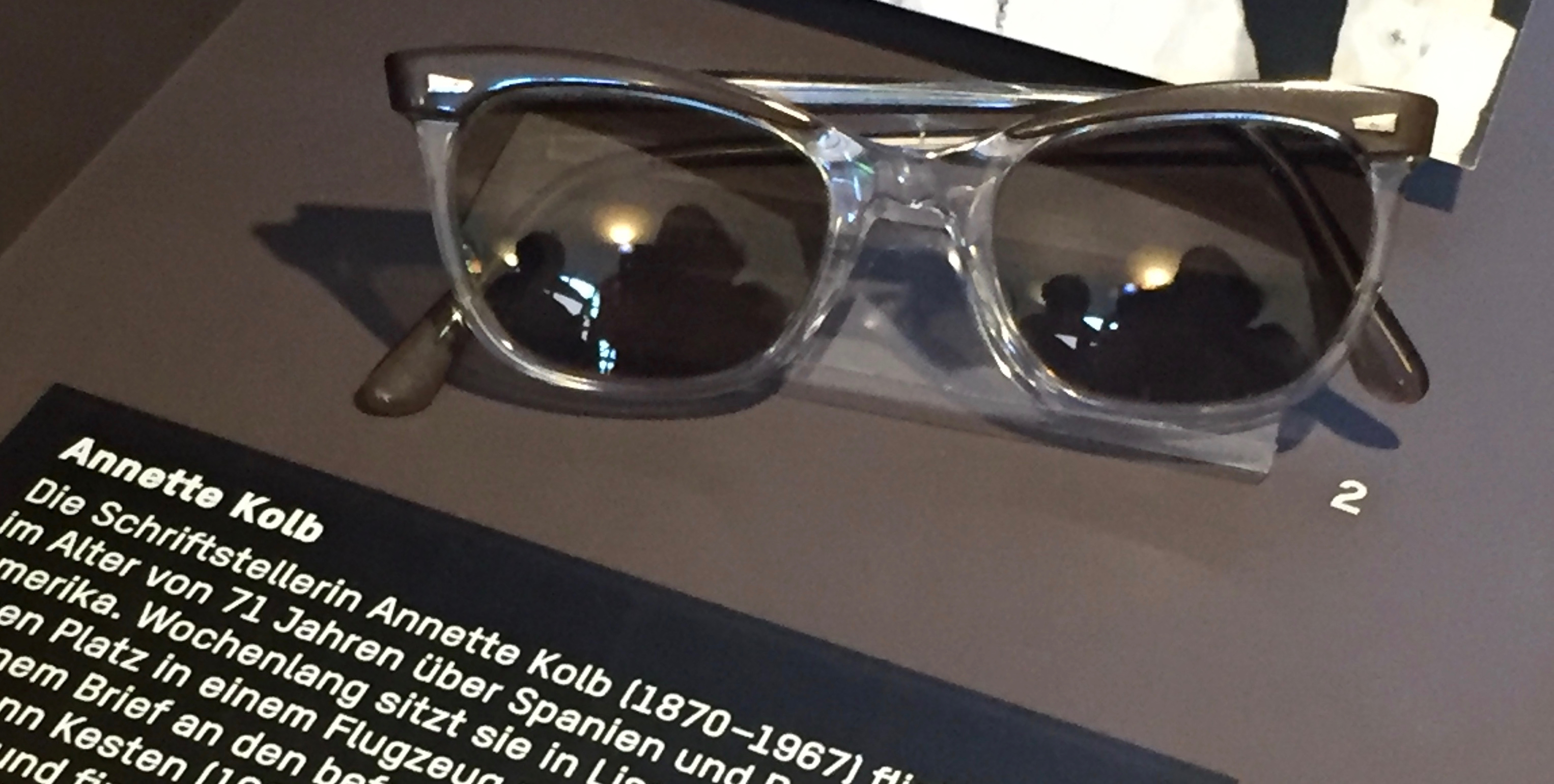
Las gafas de Annette Kolb en la Monacensia

En septiembre de 1932, Kolb se sacó el carnet de conducir (con 62 años) y se compró un pequeño Ford con la ayuda de unos conocidos. En 1933, emigró a París desvinculándose por completo de la Alemania nazi, que había proscrito y quemado públicamente sus libros. En 1936, se convirtió en ciudadana francesa. En 1941, con 71 años huyó a Nueva York a través de Lisboa, pero allí no tuvo éxito profesional. Después de la guerra vivió en París, Múnich y Badenweiler hasta 1961. Tuvo su última residencia en Múnich. 
Kolb participó activamente en la literatura, la música, el periodismo y la política hasta su vejez. Su tumba está en el pequeño cementerio de Bogenhausen, en la calle Neuberghauser Straße de Múnich (pared de la tumba a la derecha, nº 10). Su patrimonio (23 cajas con correspondencia, etc.) está en Monacensia.

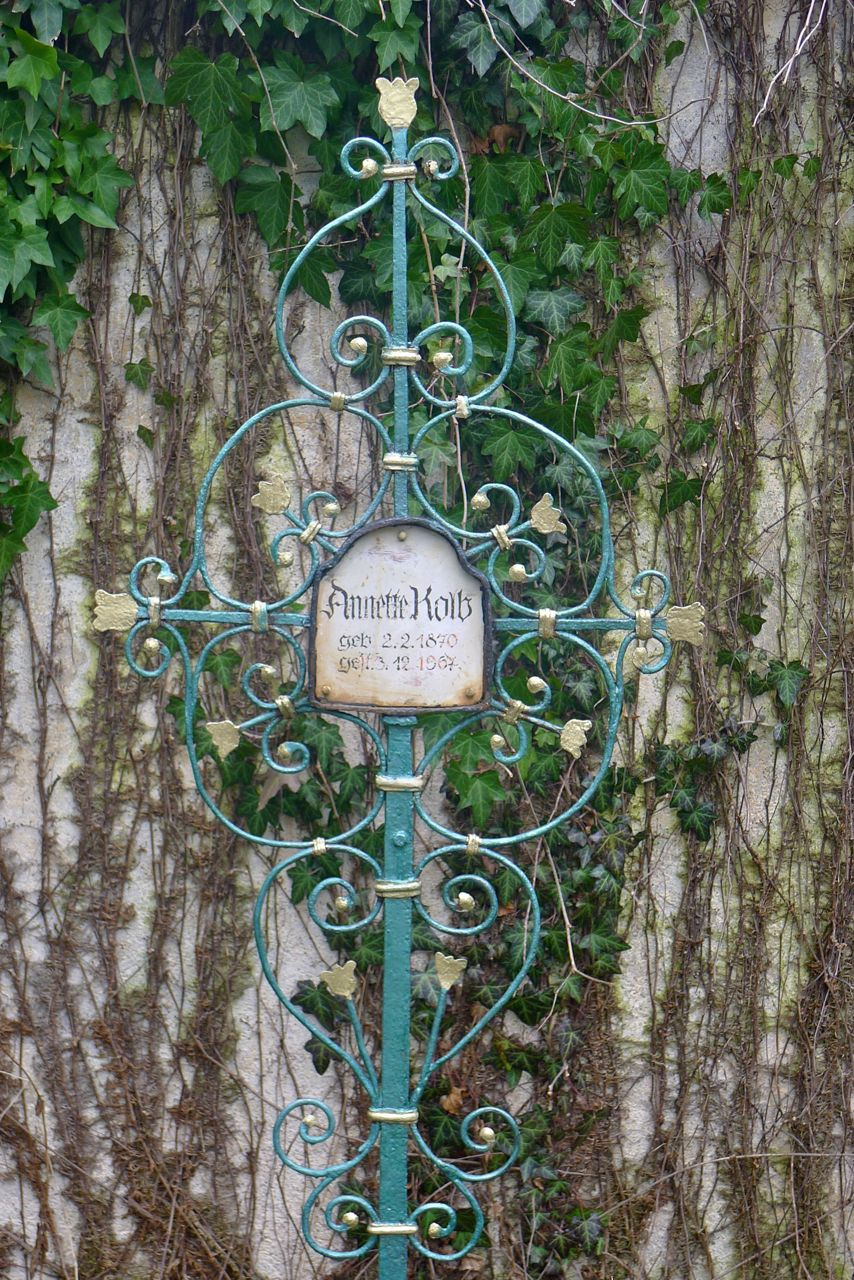
Tumba en Cementerio de Bogenhausen

Kolb insistió en que se dirigieran a ella como Fräulein hasta su muerte.

## Obra

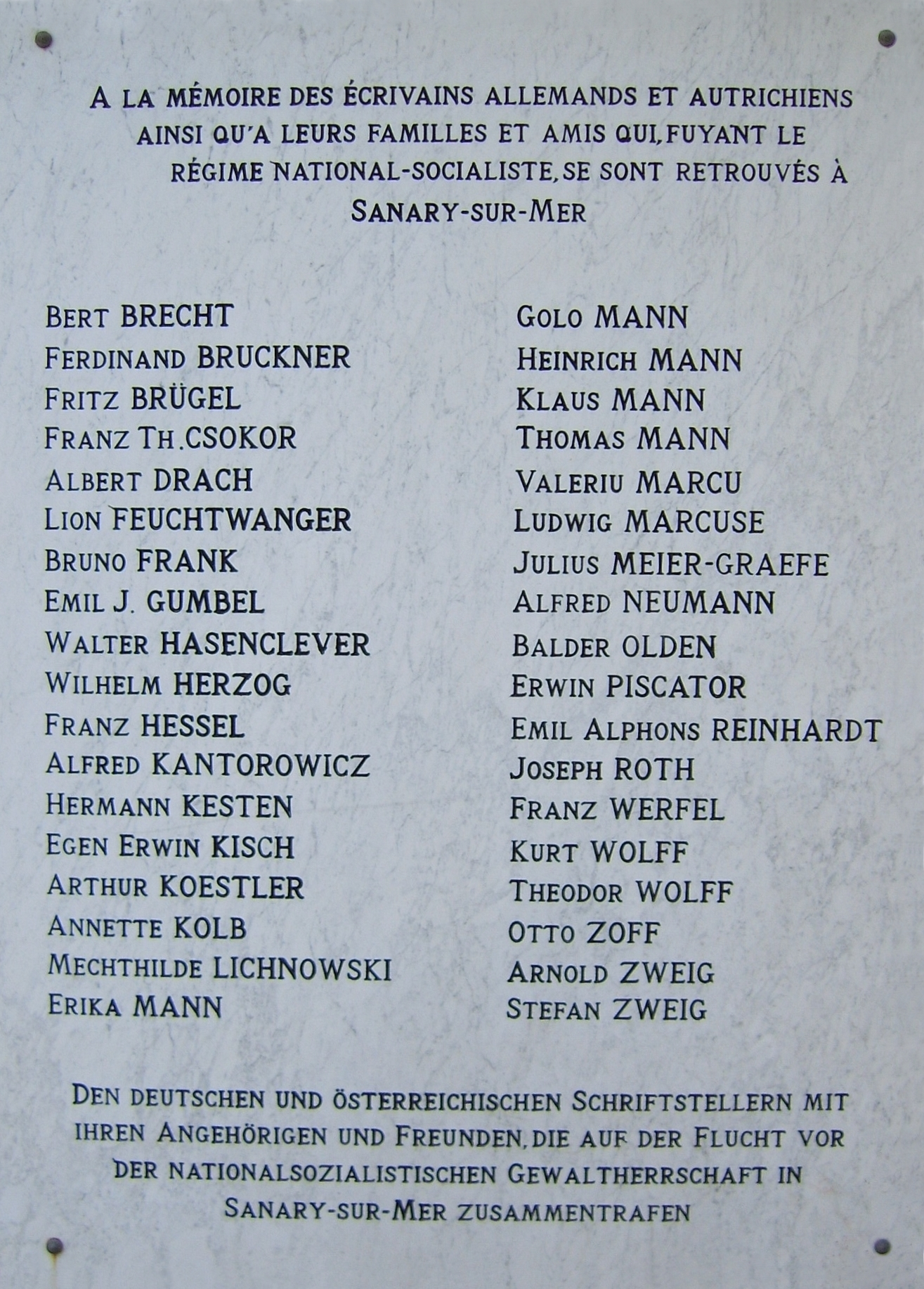
Placa para los refugiados alemanes y austriacos en Sanary-sur-Mer, entre ellos Annette Kolb

- 1899: Kurze Aufsätze, ihr erstes Buch
- 1906: L’Ame aux deux patries, gesammelte Feuilletonartikel
- 1913: Das Exemplar, Roman
- 1917: Briefe einer Deutsch-Französin
- 1921: Zarastro. Westliche Tage, Erinnerungen an 1917/18
- 1924: Wera Njedin, Erzählungen und Skizzen
- 1925: Spitzbögen, Novelle
- 1928: Daphne Herbst, Roman
- 1929: Versuch über Briand, Porträt des Staatsmannes
- 1932: Beschwerdebuch, Essays
- 1934: Die Schaukel, Roman
- 1937: Mozart. Sein Leben., Biografie
- 1941: Schubert. Sein Leben., Biografie
- 1947: König Ludwig II. von Bayern und Richard Wagner, Skizzierung
- 1951: Präludium zu einem »Traumbuch«, in Die Neue Rundschau, Jg. 62, 1951, H. 1[3]
- 1954: Blätter in den Wind, Essays
- 1960: Memento, Erinnerungen an die Emigration
- 1964: Zeitbilder. Erinnerungen 1907-1964

## Reconocimientos
- 1913: Premio Theodor Fontane por su primera novela The Specimen
- 1931: Premio Gerhart Hauptmann
- 1950: Admisión a la Academia de Bellas Artes de Baviera
  - Miembro de la Academia Alemana de la Lengua y la Poesía
- 1951: Premio de Arte de la Ciudad de Munich de literatura
- 1954: Obsequio de honor del Kulturkreis der Deutschen Wirtschaft im BDI e. V[4]
- 1955: Premio Goethe de la Ciudad de Frankfurt
  - Ciudadanía de honor del municipio de Badenweiler[5]
- 1959: Gran Cruz del Mérito de la Orden del Mérito de la República Federal de Alemania
- 1961: Caballero de la Legión de Honor francesa
  - Orden del Mérito de Baviera
  - Premio de Literatura de la Ciudad de Colonia ( Premio Heinrich Böll )
- 1966: Pour le Mérite para la ciencia y las artes
  - Gran Cruz del Mérito de la Orden del Mérito de la República Federal de emania con estrella